# Магнус Манске
Генріх Магнус Манске (народився 24 травня 1974 року в Кельні, Німеччина) — старший науковий співробітник в інституті Сенгера в Кембриджі і розробник однієї з перших версій MediaWiki.

## Біографія
Магнус Манске вивчав біохімію в Кельнському університеті і закінчив його 2006 року доктором філософії; об'єктом його дисертації був інструмент для молекулярної біології з відкритим сирцевим кодом GENtle.
Манске працює в інституті Сенгера з 2007 року, але продовжує розробляти інструменти для Вікіпедії і Вікіданих.
У 2012 році був співавтором статті, опублікованої в Nature, на тему боротьби з малярією.
Крім цієї статті, був автором або співавтором інших статей.

## MediaWiki
Бувши студентом, став одним з перших, хто зробив внесок і активно брав участь в Нупедії, попередниці Вікіпедії. Але через її обмеження розробив PHP-заміну Perl-вікірушія UseModWiki, яка була названа Phase II, а пізніше вдосконалена Лі Денієлом Крокером і перейменована на MediaWiki.
У версії Магнуса Манске з'явилися простори назв і спецсторінки (зокрема список спостереження і внесок учасника).

## Нагороди
25 січня 2002 року, коли англійська Вікіпедія перейшла на Phase II, був проголошений днем Магнуса Манске.
Визнаний творцем першої статті в німецькій Вікіпедії Полімеразна ланцюгова реакція, написаної в травні 2001 року.
У 2010 році Магнус Манске був визнаний одним з найголовніших розробників MediaWiki і відзначений премією STUG Award.
А в 2014 році отримав нагороду Wikipedia:WikiEule в категорії UrEule за внесок у розвиток Вікіпедії.